# Міхал Чацький
Міхал Чацький (пол. Michał Czacki; 1753/1755, Порицьк — 28 грудня 1828, Сільце, Володимирський повіт) — талановитий писар, публіцист того часу. Великий коронний підчаший з 1785 року, брат Тадеуша Чацького. Учасник антиросійського повстання.

## Життєпис
Батько — Фелікс Чацький, мати — його дружина Катажина (пом. 1768) — дочка великого коронного канцлера Яна Малаховського, сестра великого маршалка Станіслава.
Після першого поділу повернувся додому, виховувався під наглядом єзуїта Ф. Ґродзіцкого. 1776 року від батька перейняв командування панцерною корогвою, що не завадило 1777 року поїхати вчитися до Відня. У 1780, 1788 (один з відомих послів 4-річного сейму; після його залімітування виїхав за кордон, повернувся після 3-го поділу) роках — посол Чернігівського воєводства на сейм. Добре знав право, був умілим промовцем, належав до комісії, яка складала інструкції для послів за кордон. 1781 року став старостою новогродським після стрийка.
У братів Юзефа та Каєтана Адама Мьончинських після смерти в грудні 1785 року їхньої матері купив маєтність Сільце в 1786 році. Наприкінці життя переїхав до Крем'янця, де його син навчався у Волинському ліцеї.

### Сім'я
Дружина — Беата з Потоцьких, дочка глинянського старости Іґнація Потоцького. Діти:
- Фелікс,
- Александер,
- Констанція — дружина генерала, учасника листопадового повстання 1830 Вінцентія Леона Шептицького,
- ще дві дочки.

## Нагороди
Нагороджений орденами святого Станіслава (1785), Білого Орла (1787).